# Seniorska provinca
Seniorska provinca  (poljsko Dzielnica senioralna), Seniorat in nazadnje Vojvodina Krakov (poljsko Księstwo krakowskie, latinsko ducatus Cracoviensis) bila poljska srednjeveška provinca, ustanovljena leta 1138 z oporoko velikega vojvode Boleslava III. Krivoustega kot najpomembnejša od petih poljskih provinc. Obstajala je v obdobju poljske razdrobljenosti do leta 1227. Glavno mesto province je bil Krakov. Do leta 1227 je bilo posedovanje Seniorske province povezano z vrhovno oblastjo nad celo Poljsko. Po ukinitvi naslova veliki vojvoda leta 1227 se je provinca preimenovala v Vojvodino Krakov.

## Seniorsko načelo
Seniorsko načelo, določeno v oporoki Boleslava III., je navajalo, naj bi imel najstarejši član dinastije Pjastov ves čas vrhovno oblast nad ostalimi člani (dux, vojvode) in naj bi vladal v nedeljivi "Seniorski provinci". Leta 1138 je Boleslavov najstarejši sin Vladislav II, prevzel oblast nad obsežnim pasom ozemlja, ki je potekalo od severa proti jugu po sredini Poljske in je bilo sestavljeno iz:
- Malopoljske, razen vzhodne vojvodine Sandomierz, dodeljene Henriku I., mladoletnemu sinu Boleslava III.,
- vzhodnih delov Velikopoljske okoli poljskega verskega središča Gniezna in Kalisza,
- zahodne Kujavije in
- dežele Łęczyca v posesti Salomeje Berške, vdove Boleslava III.

Visoki vojvoda je od leta 1138 prebival v Krakovu, glavnem mestu Poljske. Seniorske pravice so vključevale tudi nadzor nad vojvodino Šlezijo in njenimi pomereljskimi vazali v Gdansku v vzhodnem Pomorjanskem. Senior je bil zadolžen za obrambo meja s pravico do vojakov v provincah drugih vojvod, izvajanje zunanje politike, nadzor nad duhovščino, vključno s pravico do imenovanja škofov in nadškofov, in kovanje denarja.
Veliki  vojvoda je imel praviloma svojo domeno (provinco, vojvodstvo), ki jo je podedoval znotraj svoje veje dinastije Pjastov in jo zapustil svojim osebnim dedičem znotraj svoje veje, medtem ko je Krakov sledil senioratu, se pravi da je pripadel najstarejšemu izmed njih. Krakov je bil znaten vir dohodkov prvotnega vladarja, kdor koli že je bil, in je bil namenjen temu, da je bil njegov vojvoda močnejši od njegovih vazalnih vojvod.
Seniorat je kmalu propadel. Že prvemu seniorju, Vladislavu II. Izgnancu,  ni uspelo prevzeti drugih provinc in so ga leta 1146 njegovi mlajši polbratje izgnali. Njegov izgon je povzročil dolgoleten  poljski partikularizem.

## Zgodovina
Po izgonu velikega vojvode Vladislava II. je njegovo mesto zasedel njegov najstarjši brat Boleslav IV. Kodravi, vojvoda Mazovije, ki je leta 1173 umrl brez potomstva. V Senioratu mu je sledil drugi najstarejši brat Mješko III. Stari, medtem ko sta Mazovija in Kujavija prešli na Lešeka, mladoletnega sina Boleslava IV.
Seniorsko načelo se je izkazalo za neuspešno, saj vladavini Mješka III. v Krakovu niso nasprotovali le starejši sinovi izgnanega Vladislava II., ampak tudi najmlajši sin Kazimir II. Pravični, ki v oporoki pokojnega očeta ni prejel nobenega deleža. Po smrti Boleslava IV. Kodravega je končno prejel vojvodino Sandomierz in leta 1177 izkoristil upor malopoljskih plemičev in od svojega starejšega brata Mješka III. prevzel oblast kot veliki vojvoda. Sledil je dolgotrajen boj med bratoma, v katerem je Mješko III. uspel v svojo Velikopoljsko vojvodino vključiti severozahodni deželi Gniezno in Kalisz.
Seniorat je ostal sporen tudi potem, ko je Krakov leta 1194 podedoval Kazimirjev sin Lešek I. Beli. Zanj so še vedno tekmovali njegov stric Mješko III. (umrl 1202), nato njegov mlajši brat Konrad I. Mazovski, njegov bratranec, sin Mješka III. Vladislav III. Vitkonogi in drugi sin Vladislava II. Izgnanca, vojvoda Mješko IV. Krivonogi iz Gornje Šlezije. Leta 1227 je bil v dolgotrajnem boju Lešek I. ubit.  Pomerelija je bila izgubljena, ko se je gdanski vojvoda Svetopolk II. razglasil za neodvisnega.

## Seznam vladarjev
- Vladislav II. Izgnani (1138–1146)
- Boleslav IV. Kodravi (1146–1173)
- Mješko III. Stari (1173–1177)
- Kazimir II. Pravični (1191–1194)
- Lešek I. Beli (1194–1198)
- Mješko III. Stari (1198–1199)
- Lešek I. Beli (1199)
- Mješko III. Stari (1199–1202)
- Vladislav III. Vitkonogi (1202–1206/1210)
- Lešek I. Beli (1206/1210–1210)
- Mješko IV. Krivonogi (1210–1211)
- Lešek I. Beli (1211–1225)
- Henrik I. Bradati (1225)
- Lešek I. Beli (1225–1227)

## Vira
- Genealogia Piastów by 0. Balzer. Kraków. 1895.
- Dzieje Polski piastowskiej (VIII w.-1370) by J. Wyrozumski. Kraków. "Fogra". 1999. ISBN 83-85719-38-5, OCLC 749221743.